# Град Орашје
Град Орашје је град у Федерацији Босне и Херцеговине, на крајњем сјеверу БиХ, на ријеци Сави. Поред Орашја, у Посавском кантону има још двије општине. Сједиште града и кантона је у градићу Орашје.

## Становништво
По посљедњем службеном попису становништва из 1991. године, град Орашје је имала 28.367 становника, распоређених у 16 насељених мјеста. Према прелиминарним резултатима пописа становништва из 2013. године, град Орашје има 19.861 становника.
| Националност       | 1991.           | 1981.           | 1971.           |
| Хрвати             | 21.308 (75,11%) | 20.705 (74,46%) | 19.354 (75,19%) |
| Срби               | 4.235 (14,92%)  | 4.151 (14,92%)  | 4.266 (16,57%)  |
| Муслимани          | 1.893 (6,67%)   | 1.548 (5,56%)   | 1.867 (7,25%)   |
| Југословени        | 626 (2,20%)     | 1.056 (3,79%)   | 131 (0,50%)     |
| остали и непознато | 305 (1,07%)     | 346 (1,24%)     | 122 (0,47%)     |
| Укупно             | 28.367          | 27.806          | 25.740          |

## Насељена мјеста
Бок, Букова Греда, Видовице, Доња Махала, Јењић, Копанице, Кострч, Лепница, Матићи, Орашје, Оштра Лука, Толиса и Угљара.
Послије потписивања Дејтонског споразума, највећи дио општине Орашје остао је у саставу Федерације БиХ. У састав Републике Српске ушла су насељена мјеста: Човић Поље, Доњи Жабар и Лончари, те дијелови насељених мјеста: Лепница, Јењић и Оштра Лука. Од овог подручја формирана је општина Доњи Жабар.